# Leptotarsus decoratus
Leptotarsus decoratus är en tvåvingeart som först beskrevs av Edwards 1923.  Leptotarsus decoratus ingår i släktet Leptotarsus och familjen storharkrankar. Inga underarter finns listade i Catalogue of Life.